# Очевидне
Очевидне (англ. Transparent) — американський комедійно-драматичний серіал, створений Джилл Соловей. У центрі історії знаходиться єврейська сім'я з Лос-Анджелеса, батько яких, колишній професор Морт (Джефрі Тембор) здійснив камінг-аут як трансгендерна жінка. У серіалі також знялися Емі Ландекер, Джей Дюплас та Гебі Гоффманн в ролях дітей, а Джудіт Лайт зіграла колишню дружину Морта/Мори.
Пілотний епізод шоу транслювався в рамках другого пілотного сезону Amazon Studios 6 лютого 2014 року і був зустрінутий позитивними відгуками критиків. 12 березня 2014 року Amazon.com дав «зелене світло» на виробництво повного сезону з 10 епізодів, прем'єра якого відбулася в повному обсязі 26 вересня 2014 року. 9 жовтня 2014 року серіал був продовжений на другий сезон, прем'єра якого відбулася у 2015 році.
Дебютувавши в самий розпал старту сезону на широкомовному телебаченні, серіал вебсервісу Amazon домігся значної уваги з боку критиків. На Rotten Tomatoes зібрав 98 % позитивних відгуків на основі 51 рецензії. Проєкт був висунутий в трьох категоріях на премію Гільдії сценаристів США, а також у двох на «Золотий глобус», забравши на церемонії обидві нагороди, ставши першим проєктом Amazon, який номінувався на основні нагороди в індустрії кіно.
У листопаді 2017 року Джефрі Тембора звинуватили у сексуальних домаганнях на знімальному майданчику. Його офіційно звільнили 15 лютого 2018 року.

## Сюжет
Історія звичайної сім'ї з Лос-Анджелеса. У центрі сюжету серіалу — події, які повністю перевернули життя дорослих дітей і голови родини. Виявляється, що у батька сімейства є свій секрет — він транссексуал. Його рідні неоднозначно сприймають цей факт.
Подія призводить до розбіжностей, і ця ситуація накладає відбиток не тільки на минуле, а й на майбутнє всіх членів родини. Серіал показує, що у всіх героїв є серйозні проблеми з поняттям "особистого простору". І свої темні таємниці...

## Актори та персонажі

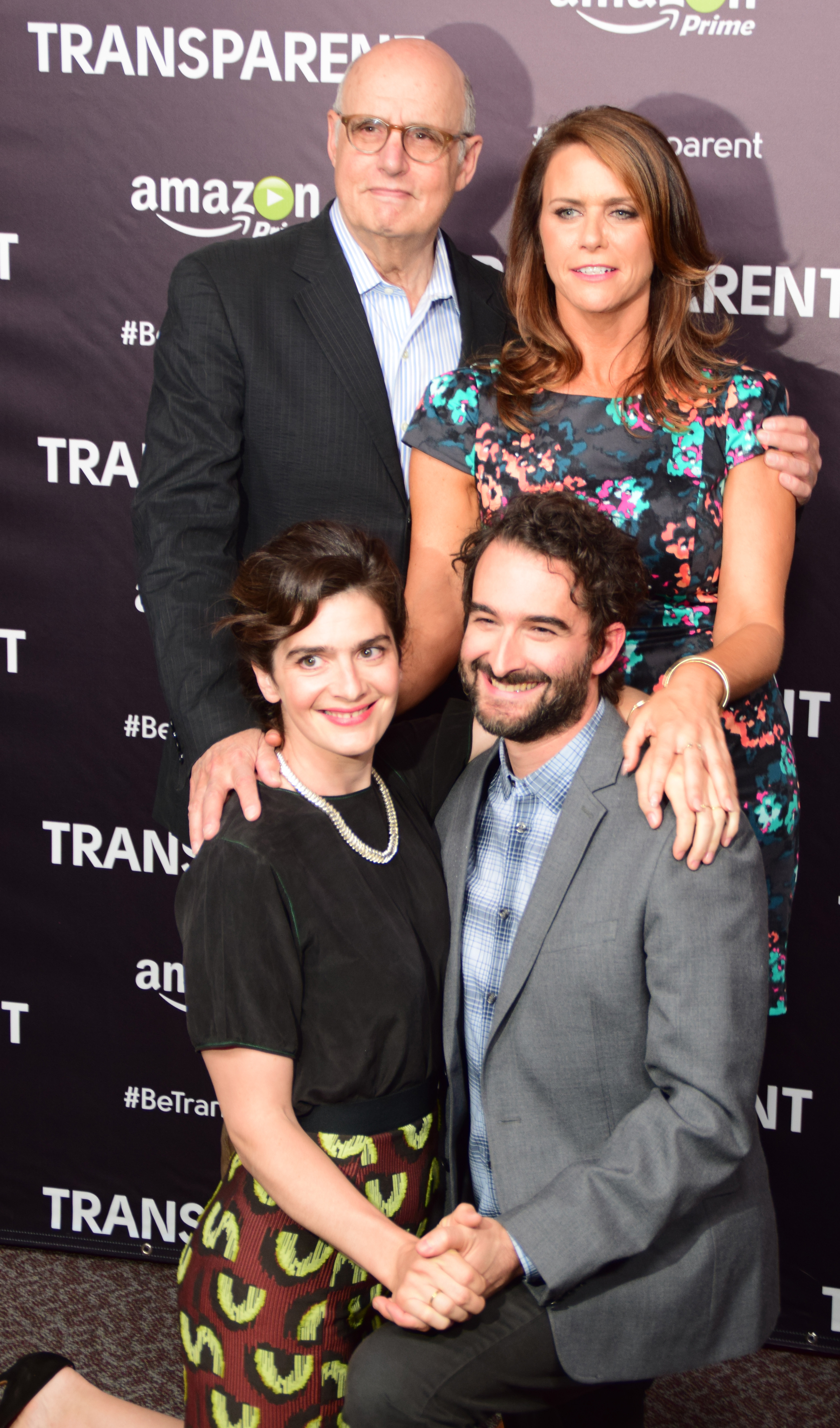
Актори серіалу Transparent. За годинниковою стрілкою від верхнього лівого: Джефрі Тембор, Емі Ландекер, Джей Дюплас і Габі Гоффманн

### Основні ролі
- Джефрі Тембор в ролі Мори Феффермен, колишнього професора Мортона Феффермена, який з роками вирішується постати перед сім'єю в образі жінки.
- Емі Ландекер в ролі Сари Феффермен, старшої доньки, яка, будучи в шлюбі з чоловіком, починає роман зі своєю шкільною подругою.
- Джей Дюплас в ролі Джоша Феффермена, середньої дитини та успішного музичного продюсера з безладними сексуальними зв'язками з жінками.
- Гебі Гоффманн в ролі Алі Феффермен, безробітної молодшої доньки.
- Джудіт Лайт в ролі Шелл Феффермен, колишньої дружини Мори й матері Сари, Джоша й Алі.

### Другорядні ролі
- Мелора Гардін в ролі Теммі Кешман, коханки Сари.
- Роб Габел в ролі Ліна Новака, чоловіка Сарі та батька її дітей.
- Александра Біллінгс в ролі Давіни, трансгендерної подруги Мори.
- Лоуренс Прессман в ролі Еда, чоловіка Шеллі.
- Кіррі Браунштейн в ролі Сідні Фельдман.
- Кетрін Хан в ролі Ріббі Ракель, рабина та подруги Джоша.
- Бредлі Уітфорд в ролі Марсі, друга-трансвестита Мортона.
- Мікаела Уоткінс в ролі Конні.
- Кірсі Клемонс в ролі Софії, доньки Теммі.
- Еббі Райдер Фортсон в ролі Елли Новак.